# بيل نوبل
بيل نوبل (بالإنجليزية: Bill Noble)‏ هو لاعب دوري الرغبي أسترالي، ولد في 1884 في غولبرن في أستراليا، وتوفي في 29 نوفمبر 1937 في بريزبان في أستراليا.